# Halas kapu
A Halas kapu (Harmadik évezred kapuja) kapu formájú szobor Lengyelországban, a Nagy-lengyelországi vajdaságban, Gnieznotól kb. 15 kilométerre, a Lednica-tó mellett elterülő Lednica-mezején. A kapunak hal formája van – az Ichthys görög kifejezés Jézus Krisztus szimbóluma.
A kaput Jan Góra OP poznańi domonkos szerzetes kezdeményezésére állították fel. A kapuig vezető utat a Harmadik ezredév útjának nevezik, mely azt az utat szimbolizálja, amit Krisztus eléréséig kell megtenni. A kapun történő áthaladás a Lednica 2000-találkozók állandó részét képzi. A Halas kaput – a Ferenc pápa által meghirdetett irgalmasság rendkívüli szentévére tekintettel – 2016-ban Lengyelország prímása, Wojciech Polak az Irgalom kapujának nevezte el.

## Fordítás
Ez a szócikk részben vagy egészben  a   Brama Ryba című lengyel Wikipédia-szócikk ezen változatának fordításán alapul.  Az eredeti cikk szerkesztőit annak laptörténete sorolja fel. Ez a jelzés csupán a megfogalmazás eredetét és a szerzői jogokat jelzi, nem szolgál a cikkben szereplő információk forrásmegjelöléseként.